# Nalang
Nalang (nepalski: नलाङ) – gaun wikas samiti w środkowej części Nepalu w strefie Bagmati w dystrykcie Dhading. Według nepalskiego spisu powszechnego z 2001 roku liczył on 1607 gospodarstw domowych i 8631 mieszkańców (4391 kobiet i 4240 mężczyzn).